# Langer Grund-Kohlberg
Das Naturschutzgebiet Langer Grund-Kohlberg liegt auf dem Gebiet der Gemeinde Lindendorf im Landkreis Märkisch-Oderland in Brandenburg.
Das rund 142 ha große Gebiet mit der Kenn-Nummer 1606 wurde mit Verordnung vom 1. November 2005 unter  Naturschutz gestellt. Das Naturschutzgebiet erstreckt sich östlich von Dolgelin und nördlich von Libbenichen, beide Ortsteile der Gemeinde Lindendorf. Am nördlichen Rand des Gebietes verläuft die Landesstraße L 332 und westlich die B 167.